# عملية متساوية السخانة

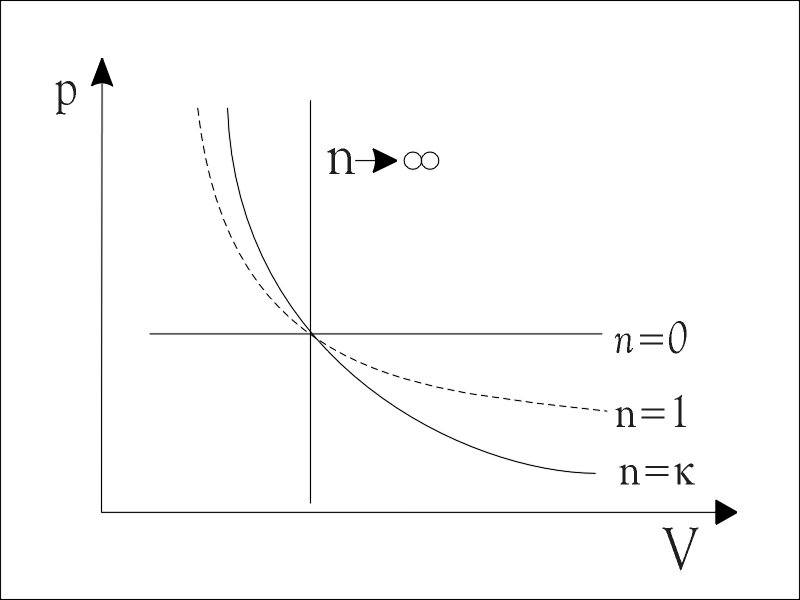
عمليات مختلفة لتغير حالة نظام تبين العلاقة بين حجم غاز وضغطه خلال عمليات مختلفة ; n = 0: عملية متساوية الضغط,/// n = 1: عملية متساوية الحرارة,/// n = κ: عملية متساوية الإنتروبية، /// n = لا نهائية: عملية متساوية الحجم.

عملية متساوية الإنثالبي في الفيزياء و الكيمياء و ديناميكا حرارية Isenthalp
هي عملية يكون تغير حالة النظام خلالها مصحوبا بثبات الإنثالبي للنظام . في العمليات الفيزيائية والكيميائية على الأخص قد نجري تجربة على نظام غازي تحت ضغط ثابت و/أو درجة حرارة ثابتة، وهذا مايحدث في المختبر حيث يكون الضغط هو الضغط الجوي، ودرجة الحرارة عادة هي درجة حرارة الغرفة (نحو 20 درجة مئوية) . وتوجد أحيانا حاجة لإجراء تجربة تحت حجم معين (عملية متساوية الحجم) ، وهنا نوع من التجارب أو العمليات نسميها عملية كظومة يكون فيها نحافظ خلالها على عدم تبادل حرارة بين النظام والوسط المحيض، وهذه العملية شبيهة بالعملية متساوية الإنثالبي حيث الإنثالبي هو سخانة الجسم أو النظام . والإنثالبي هو خاصة من خواص الغاز أو الجسم ويمثل المحتوى الحراري له، مثل خواص أخرى له : الضغط و درجة الحرارة و عدد جزيات و الإنتروبيا وغيرها . وتسمى تلك الصفات دوال الحالة .
وطبقا لمعادلة الحالة لغاز مثالي نطبق المعادلة:
{\displaystyle {p\cdot V^{k}}=const.}
وعندما نحافظ على عدم تغير الإنثالبي H خلال عملية، بالتالي يكون تغير الإنثالبي {\displaystyle \mathrm {d} H=0}
، أي :
{\displaystyle \mathrm {d} H=\delta Q+V\cdot dp=0}
حيث :
Q الطاقة الداخلية
V حجم الغاز
p ضغط الغاز
المعادلة تقول أن التغير في الإنثالبي للنظام يساوي مجموع التغير في الطاقة الداخلية للنظام وحاصل ضرب التغير في الضغط في الحجم . وبما أن عمليتنا هنا تتم بدون تغير للإنتالبي، يكون تغير الإنثالبي مساويا للصفر . وبالتالي يكون مجموع تغير الطاقة الداخلية وحاصل ضرب تغير الضغط في الحجم أيضا مساويا للصفر في مثل تلك العملية .
بالنسبة لعملية متساوية درجة الحرارة وعكوسية فهي تكون دائما عملية متساوية الإنثالبي، ولكن لا يكون العكس صحيحا، أي أن العملية المتساوية الإنثالبي لا تكون دائما عملية متساوية الحرارة وعكوسية . 
- {\displaystyle V\cdot dp} نسميه شغل حيث أنه يمثل تغير في الضغط ، ويمكن للضغط أن يؤدي إلى حركة.

خلال عملية ترموديناميكية في نظام يمكن أن تحدث تغيرات في الضغط ودرجة الحرارة، ولكن تكون العملية متساوية السخانة (أديباتية) إذا لم يكن هناك تبادل حراري من النظام إلى خارجه أو من الخارج إلى النظام وفي نفس الوقت لا يتم تبادل للشغل من الخارج مع النظام أو من النظام إلى الخارج (الوسط المحيط) .
وعندما نقوم بعملية على نظام مع المحافظة على ثبات الحجم، نسمي كل ما هو خارجه
بالوسط المحيط .  )
- وكما نرى في المعادلة ({\displaystyle \mathrm {d} H=\delta Q+V\cdot dp=0})

فهي معادلة طاقة ووحدتها جول ، أي أن كل من الإنثالبي والطاقة الداخلية، و«حاصل ضرب تغير الضغط في الحجم» أي الشغل وحدته جول.

## تصريف غاز
نذكر مثال لعملية متساوية السخانة في تأثير جول-تومسون عندما نفتح صمام خزان به غاز فيخرج الغاز من ضغط علي من الخزان إلى ضغط أقل . فيكون الإنثالبي النوعي للغاز داخل الخزان وخارجه متساويا (الإنثالبي النوعي لغاز يساوي الإنثالبي لكل جرام من الغاز ) .
وبمعرفة الإنثالبي النوعي للغاز والضغط خارج الخزان، يمكننا حساب درجة حرارة الغاز الخارج وسرعته .
ففي عملية متساوية السخانة ينطبق للإنثالبي النوعي للغاز داخل الخزان h1 والإنثالبي النوعي له خارج الخزان h2 العلاقة :
- {\displaystyle h_{1}=h_{2}}

وبالتالي يكون الفرق في الإنثالبي النوعي مساويا للصفر: 
- {\displaystyle dh=0}

وبالنسبة إلى عملية متساوية الإنتروبية (متساوية السخانة) لغاز مثالي فهي تكون في نفس الوقت عملية متساوية درجة الحرارة حيث يكون التغير في الإنثالبي النوعي : {\displaystyle {d}h=0=c_{p}{d}T}.
حيث {\displaystyle c_{p}} الحرارة النوعية للغاز .
ملحوظة : يجب مراعاة الوحدات لحساب الحرارة النوعية والإنثالبي النوعي، فالحرارة النوعية تحسب بالجول/ كيلوجرام /كلفن أو جول/جرام /كلفن، والإنثالبي النوعي يحسب بالجول/كلوجرام أو الجول/جرام.